# Принцип Чечотта
Принцип Чечотта (рос. принцип Чечотта, англ. Chechott principle, нім. Chechottsches Prinzip n) — у збагаченні корисних копалин — основний принцип дроблення і подрібнення: «не дробити (подрібнювати) нічого зайвого».
Дотримування цього принципу має на меті:
- 1. Збереження витрат енергії (оскільки операції дроблення і подрібнення — одні з найбільш енерговитратних при збагаченні корисних копалин).
- 2. Зменшення втрат корисної копалини у відходах і в пило- та шламоутворенні (оскільки розділення вихідної мінеральної суміші на концентрат і відходи суттєво утруднене для дрібних зерен).
- 3. Збільшення продуктивності збагачувальної фабрики.
- 4. Зменшення зношування робочих поверхонь апаратів дроблення і подрібнення. Ідеальне руйнування вихідного мінералу при підготовці його до збагачення — таке, при якому площина розколу проходить по площині дотикання (зіткнення) корисної компоненти і пустої породи.